# Silikon
Se även Silikon (TV-program).

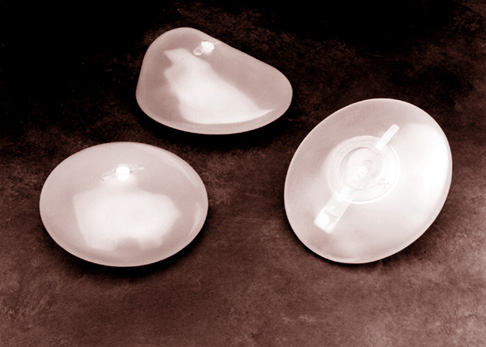
Bröstimplantat av silikon

Silikon, även kallat silikonelaster, är ett samlingsnamn för i grunden oorganiska polymerer som är baserade på kedjor av kisel. Till dessa binds ibland olika slag av organiska rester, det vill säga kolväteföreningar med den allmänna formeln OSiR2 där R symboliserar kolväterester, vanligen metyl-, etyl-, propyl- eller fenylgrupper.

## Egenskaper
Strukturellt kan silikoner anses utgöra ett mellanting mellan organiska och oorganiska polymerer. Deras molekyler kan antingen vara formade som kedjor eller som tredimensionella nät. Beroende på kedjornas längd, graden av nätstruktur och kolväteresternas kemiska sammansättning kan silikoner vara flytande eller fasta. De är alltid värmebeständiga, har låg ytspänning, hög smörjeffekt och är kraftigt vattenavstötande.
Silikon leder inte elektricitet, är ej lösligt med vatten och är relativt tåligt mot kemisk påverkan.

## Framställning
Silikoner framställs huvudsakligen genom upphettning av silanoler, ofta i närvaro av en katalysator. Silikon kan man också tillverka av kvarts och sand.

## Användning
Silikonmassan är mjuk och formbar innan den har härdat och materialet används bland annat för att täta fogar.
Silikoner finns i form av oljor, fetter, geléer, elaster, ytlacker och härdplaster. Exempel på tillämpningar är trådlacker, släpplacker (på till exempel bakplåtar), tätningsmedel, smörjmedel och material för skydd mot korrosion.
Silikon förekommer även i gummerande syntetisk film, som används i damunderkläder för att dessa skall fästa på kroppen av sig själva, som exempel i stay-up-strumpor.
Vid bröstförstoringar används ibland implantat i silikon.